# 联合国安全理事会决议 (1950年代)

## 1950年~1959年

### 1950年（79~89号决议）
| 决议编号 | 表决通过日期 | 英文版决议文本     | 中文版决议文本     | 决议主要议题               |
| 79号     | 1月17日      | 决议文本（英文版） | 决议文本（中文版） | 军备：调节与裁减           |
| 80号     | 3月14日      | 决议文本（英文版） | 决议文本（中文版） | 印度巴基斯坦问题           |
| 81号     | 5月24日      | 决议文本（英文版） | 决议文本（中文版） | 程序事项                   |
| 82号     | 6月25日      | 决议文本（英文版） | 决议文本（中文版） | 大韩民国遭受侵略之控诉     |
| 83号     | 6月27日      | 决议文本（英文版） | 决议文本（中文版） | 大韩民国遭受侵略之控诉     |
| 84号     | 6月27日      | 决议文本（英文版） | 决议文本（中文版） | 大韩民国遭受侵略之控诉     |
| 85号     | 7月31日      | 决议文本（英文版） | 决议文本（中文版） | 大韩民国遭受侵略之控诉     |
| 86号     | 9月26日      | 决议文本（英文版） | 决议文本（中文版） | 吸收新会员国：印度尼西亚   |
| 87号     | 9月29日      | 决议文本（英文版） | 决议文本（中文版） | 台湾(福摩萨)遭受侵略之控诉 |
| 88号     | 11月8日      | 决议文本（英文版） | 决议文本（中文版） | 大韩民国遭受侵略之控诉     |
| 89号     | 11月17日     | 决议文本（英文版） | 决议文本（中文版） | 巴勒斯坦问题               |

### 1951年（90~96号决议）
| 决议编号 | 表决通过日期 | 英文版决议文本     | 中文版决议文本     | 决议主要议题           |
| 90号     | 1月31日      | 决议文本（英文版） | 决议文本（中文版） | 大韩民国遭受侵略之控诉 |
| 91号     | 3月30日      | 决议文本（英文版） | 决议文本（中文版） | 印度巴基斯坦问题       |
| 92号     | 5月8日       | 决议文本（英文版） | 决议文本（中文版） | 巴勒斯坦问题           |
| 93号     | 5月18日      | 决议文本（英文版） | 决议文本（中文版） | 巴勒斯坦问题           |
| 94号     | 5月29日      | 决议文本（英文版） | 决议文本（中文版） | 国际法院               |
| 95号     | 9月1日       | 决议文本（英文版） | 决议文本（中文版） | 巴勒斯坦问题           |
| 96号     | 11月10日     | 决议文本（英文版） | 决议文本（中文版） | 印度巴基斯坦问题       |

### 1952年（97~98号决议）
| 决议编号 | 表决通过日期 | 英文版决议文本     | 中文版决议文本     | 决议主要议题     |
| 97号     | 1月30日      | 决议文本（英文版） | 决议文本（中文版） | 军备：调节与裁减 |
| 98号     | 12月23日     | 决议文本（英文版） | 决议文本（中文版） | 印度巴基斯坦问题 |

### 1953年（99~103号决议）
| 决议编号 | 表决通过日期 | 英文版决议文本     | 中文版决议文本     | 决议主要议题 |
| 99号     | 8月12日      | 决议文本（英文版） | 决议文本（中文版） | 国际法院     |
| 100号    | 10月27日     | 决议文本（英文版） | 决议文本（中文版） | 巴勒斯坦问题 |
| 101号    | 11月24日     | 决议文本（英文版） | 决议文本（中文版） | 巴勒斯坦问题 |
| 102号    | 12月3日      | 决议文本（英文版） | 决议文本（中文版） | 国际法院     |
| 103号    | 12月3日      | 决议文本（英文版） | 决议文本（中文版） | 国际法院     |

### 1954年（104~105号决议）
| 决议编号 | 表决通过日期 | 英文版决议文本     | 中文版决议文本     | 决议主要议题     |
| 104号    | 6月20日      | 决议文本（英文版） | 决议文本（中文版） | 危地马拉递交问题 |
| 105号    | 7月28日      | 决议文本（英文版） | 决议文本（中文版） | 国际法院         |

### 1955年（106~110号决议）
| 决议编号 | 表决通过日期 | 英文版决议文本     | 中文版决议文本     | 决议主要议题 |
| 106号    | 3月29日      | 决议文本（英文版） | 决议文本（中文版） | 巴勒斯坦问题 |
| 107号    | 3月30日      | 决议文本（英文版） | 决议文本（中文版） | 巴勒斯坦问题 |
| 108号    | 9月8日       | 决议文本（英文版） | 决议文本（中文版） | 巴勒斯坦问题 |
| 109号    | 12月14日     | 决议文本（英文版） | 决议文本（中文版） | 吸收新会员国：阿尔巴尼亚，奥地利，保加利亚，柬埔寨，芬兰，匈牙利，爱尔兰，意大利，约旦，老挝人民民主共和国，罗马尼亚，西班牙，斯里兰卡，阿拉伯利比亚民众国，尼泊尔，葡萄牙 |
| 110号    | 12月16日     | 决议文本（英文版） | 决议文本（中文版） | 审查联合国宪章的问题 |

### 1956年（111~121号决议）
| 决议编号 | 表决通过日期 | 英文版决议文本     | 中文版决议文本     | 决议主要议题           |
| 111号    | 1月19日      | 决议文本（英文版） | 决议文本（中文版） | 巴勒斯坦问题           |
| 112号    | 2月6日       | 决议文本（英文版） | 决议文本（中文版） | 吸收新会员国：苏丹     |
| 113号    | 4月4日       | 决议文本（英文版） | 决议文本（中文版） | 巴勒斯坦问题           |
| 114号    | 6月4日       | 决议文本（英文版） | 决议文本（中文版） | 巴勒斯坦问题           |
| 115号    | 6月20日      | 决议文本（英文版） | 决议文本（中文版） | 吸收新会员国：摩洛哥   |
| 116号    | 6月26日      | 决议文本（英文版） | 决议文本（中文版） | 吸收新会员国：突尼斯   |
| 117号    | 9月6日       | 决议文本（英文版） | 决议文本（中文版） | 国际法院               |
| 118号    | 10月13日     | 决议文本（英文版） | 决议文本（中文版） | 法国和英国对埃及的抗议 |
| 119号    | 10月31日     | 决议文本（英文版） | 决议文本（中文版） | 法国和英国对埃及的抗议 |
| 120号    | 11月4日      | 决议文本（英文版） | 决议文本（中文版） | 匈牙利状况             |
| 121号    | 12月12日     | 决议文本（英文版） | 决议文本（中文版） | 吸收新会员国：日本     |

### 1957年（122~126号决议）
| 决议编号 | 表决通过日期 | 英文版决议文本     | 中文版决议文本     | 决议主要议题         |
| 122号    | 1月24日      | 决议文本（英文版） | 决议文本（中文版） | 印度巴基斯坦问题     |
| 123号    | 2月21日      | 决议文本（英文版） | 决议文本（中文版） | 印度巴基斯坦问题     |
| 124号    | 3月7日       | 决议文本（英文版） | 决议文本（中文版） | 吸收新会员国：加纳   |
| 125号    | 9月5日       | 决议文本（英文版） | 决议文本（中文版） | 吸收新会员国：马来亚 |
| 126号    | 12月2日      | 决议文本（英文版） | 决议文本（中文版） | 印度巴基斯坦问题     |

### 1958年（127~131号决议）
| 决议编号 | 表决通过日期 | 英文版决议文本     | 中文版决议文本     | 决议主要议题             |
| 127号    | 1月22日      | 决议文本（英文版） | 决议文本（中文版） | 巴勒斯坦问题             |
| 128号    | 6月11日      | 决议文本（英文版） | 决议文本（中文版） | 黎巴嫩的抗议             |
| 129号    | 8月7日       | 决议文本（英文版） | 决议文本（中文版） | 黎巴嫩的抗议－约旦的抗议 |
| 130号    | 11月25日     | 决议文本（英文版） | 决议文本（中文版） | 国际法院                 |
| 131号    | 12月9日      | 决议文本（英文版） | 决议文本（中文版） | 吸收新会员国：几内亚     |

### 1959年（132号决议）
| 决议编号 | 表决通过日期 | 英文版决议文本     | 中文版决议文本     | 决议主要议题   |
| 132号    | 9月7日       | 决议文本（英文版） | 决议文本（中文版） | 关于老挝的问题 |